# MUSIC VERSE
『MUSIC VERSE』（ミュージック・バース）は、2023年4月28日から2024年6月28日まで日本テレビで放送されていた音楽番組。TVerでも、放送終了直後から次回放送までの期間限定で見逃し配信が実施されている（一部の外部権利コンテンツは「権利の都合上配信できません」というメッセージが表示される）。

## 出演者

### MC

#### 現在
- 大空スバル（VTuber）
- =LOVE
  - 野口衣織
  - 髙松瞳
  - 大谷映美里
  - 齋藤樹愛羅
  - 大場花菜

毎回、上記メンバーのうち、3名[4]が出演。#008は出演なし。

#### 過去
- 古坂大魔王（ - #012）

### 放送内容
| #   | 初回放送日     | テーマ                                        | ゲスト | ライブ |
| --- | -------------- | --------------------------------------------- | --- | --- |
| 001 | 2023年 4月28日 | ボカロP                                       | VTuber 沙花叉クロヱ リアル DECO*27                                                                                     | 沙花叉クロヱ 龍ヶ崎リン KMNZ MaiR MonsterZ MATE                                                                        |
| 002 | 5月26日        | KAMITSUBAKI STUDIO                            | VTuber ヰ世界情緒 リアル 松丸亮吾                                                                                      | ヰ世界情緒 理芽 凪原涼菜 涼海ネモ 花鋏キョウ                                                                           |
| 003 | 6月30日        | 唯一無二の歌声の作り方 歌手としての表現力     | VTuber 理芽 リアル 超学生                                                                                              | 理芽 VESPERBELL エルセとさめのぽき 七海うらら 獅子神レオナ                                                             |
| 004 | 7月28日        | 『和』の音楽の真髄                            | VTuber いろはにほへっと あやふぶみ リアル 鈴華ゆう子・町屋 （和楽器バンド）                                            | いろはにほへっと あやふぶみ HACHI 姫熊りぼん カグラナナ 周防パトラ                                                     |
| 005 | 9月1日         | ラップ                                        | VTuber Mori Calliope リアル ケンモチヒデフミ （水曜日のカンパネラ）                                                    | Mori Calliope 幸祜 黒鉄たま 天川はの 水科葵                                                                            |
| 006 | 9月29日        | 楽曲制作の苦悩                                | VTuber 常闇トワ リアル 神はサイコロを振らない                                                                          | 常闇トワ 橙里セイ 藍月なくる 棗いつき 稀羽すう 春猿火                                                                  |
| 007 | 10月27日       | アニソン制作&ASMR制作の極意                   | VTuber 周防パトラ リアル オーイシマサヨシ                                                                              | 周防パトラ 朝ノ瑠璃 飛良ひかり&瀬島るい ポポナ                                                                         |
| 008 | 12月1日        | Reolの世界観 因幡はねるのグッズ展開力         | VTuber 因幡はねる リアル Reol                                                                                          | 因幡はねる 季咲あんこ 月紫アリア RaNa ChumuNote                                                                        |
| 009 | 12月29日       | 類稀なる表現力 幅広い楽曲制作の極意           | VTuber 花譜 リアル 神山羊                                                                                              | 花譜 理芽 春猿火 ヰ世界情緒 幸祜                                                                                       |
| 010 | 2024年 1月26日 | インストール名場面を振り返り 抜き打ちチェック | （なし） | （なし） |
| 011 | 3月1日         | 作詞のセンス 自作ポエム                       | VTuber 角巻わため リアル miwa                                                                                          | 角巻わため ウィズ 式部めぐり 水瀬なな 凛々咲                                                                           |
| 012 | 3月29日        | 作詞術 歌の表現力                             | VTuber HACHI リアル KOHSHI・KEIGO （FLOW）                                                                             | HACHI 乙夏れい 巫てんり 瀬戸乃とと ぶいごま                                                                            |
| 013 | 4月26日        | アイドル処世術 新曲に込められた思い           | VTuber ヰ世界情緒 リアル 柏木由紀 （AKB48）                                                                            | ヰ世界情緒 |
| 014 | 5月31日        | ものまねから学ぶ歌唱法                        | VTuber YuNi リアル 川崎鷹也                                                                                            | YuNi |
| 015 | 6月28日        | MUSIC VERSE Fes.特集                          | VTuber ヰ世界情緒 花譜 理芽 因幡はねる 白上フブキ 百鬼あやめ 角巻わため リアル =LOVE 鈴華ゆう子・町屋 （和楽器バンド） | VTuber ヰ世界情緒 花譜 理芽 因幡はねる 白上フブキ 百鬼あやめ 角巻わため リアル =LOVE 鈴華ゆう子・町屋 （和楽器バンド） |

## スタッフ
- 演出 - 渡辺邦宏
- チーフ・プロデューサー - 新井秀和、佐々木将人、柿崎祐人、今井旭人
- プロデューサー - 吉田健人、阿部聡、橋本隆、庄司名衣、高村いずみ
- 制作 - 日本テレビ